# Angiopteris lygodiifolia
Angiopteris lygodiifolia är en kärlväxtart som beskrevs av Rosenst. Angiopteris lygodiifolia ingår i släktet Angiopteris och familjen Marattiaceae. Inga underarter finns listade i Catalogue of Life.